# Европско првенство у атлетици у дворани 1970 — скок мотком за мушкарце
Такмичење у скоку мотком у мушкој конкуренцији на првом Европском првенству у атлетици у дворани 1970. одржано је у Градској дворани у Бечу 15. марта. Учествовало је 12 скакача мотком из исто толико земаља.

## Земље учеснице
Учествовало је 12 скакача мотком из исто толико земаља.
1. Белгија  (1)
2. Грчка (1)
3. Западна Немачка (1)
4. Источна Немачка (1)
5. Мађарска (1)
6. Пољска  (1)
7. Совјетски Савез  (1)
8. Турска(1)
9. Уједињено Краљевство (1)
10. Француска (1)
11. Шведска (1)
12. Шпанија (1)

## Рекорди
Извор:
| Рекорди пре почетка Европског првенства у дворани 1970. | Рекорди пре почетка Европског првенства у дворани 1970. | Рекорди пре почетка Европског првенства у дворани 1970. | Рекорди пре почетка Европског првенства у дворани 1970. | Рекорди пре почетка Европског првенства у дворани 1970. | Рекорди пре почетка Европског првенства у дворани 1970. |                                          |
| ------------------------------------------------------- | ------------------------------------------------------- | ------------------------------------------------------- | ------------------------------------------------------- | ------------------------------------------------------- | ------------------------------------------------------- | ---------------------------------------- |
| Светски рекорд                                          | Ћел Исаксон                                             | Шведска                                                 | 5,34                                                    | Гетеборг, Шведска                                       | 8. март 1970.                                           |                                          |
| Европски рекорд                                         | Ћел Исаксон                                             | Шведска                                                 | 5,34                                                    | Гетеборг, Шведска                                       | 8. март 1970.                                           |                                          |
| Рекорди европских првенстава                            | Ово је прво Европско првенство у дворани                | Ово је прво Европско првенство у дворани                | Ово је прво Европско првенство у дворани                | Ово је прво Европско првенство у дворани                | Ово је прво Европско првенство у дворани                | Ово је прво Европско првенство у дворани |
| Рекорди после завршеног Европског првенства 1970.       |                                                         |                                                         |                                                         |                                                         |                                                         |                                          |
| Рекорди европских првенстава                            | Франсоа Траканели                                       | Француска                                               | 5,30                                                    | Беч, Аустрија                                           | 15. март 1970.                                          |                                          |

## Освајачи медаља
| Освајачи медаља   | Освајачи медаља | Освајачи медаља  |
| ----------------- | --------------- | ---------------- |
|                   |                 |                  |
|                   |                 |                  |
| Франсоа Траканели | Ћел Исаксон     | Волфганг Нордвиг |

## Резултати
Извор:

### Коначан пласман
| Пласман | Атлетичар           | Земља                | Резултат | Белешка |
| ------- | ------------------- | -------------------- | -------- | ------- |
|         | Франсоа Траканели   | Француска            | 5,30     | РЕП     |
|         | Ћел Исаксон         | Француска            | 5,25     |         |
|         | Волфганг Нордвиг    | Источна Немачка      | 5,20     |         |
| 4.      | Христос Папаниколау | Грчка                | 5,00     |         |
| 5.      | Хајфрид Енгел       | Западна Немачка      | 5,00     |         |
| 6.      | Генадиј Близнецов   | Совјетски Савез      | 5,00     |         |
| 7.      | Мајк Bullivant      | Уједињено Краљевство | 5,00     |         |
| 8.      | Тадеуш Олшевски     | Пољска               | 4,90     |         |
| 9.      | Агоштон Schulek     | Мађарска             | 4,80     |         |
| 10.     | Игнацио Сола        | Шпанија              | 4,70     |         |
| 11.     | Фрерди Хербрант     | Белгија              | 4,40     |         |
| 12.     | Омер Гирајгил       | Турска               | 4,20     |         |